# Abisso Bueno Fonteno
L'Abisso Bueno Fonteno è una cavità carsica il cui ingresso è situato nel comune di Fonteno e che si estende per circa 515 metri in profondità e oltre 19 chilometri di estensione. Risulta fra le prime 20 grotte per estensione dell'Italia.

## Storia
L'ingresso della grotta fu individuato nel maggio 2006 da tre speleologi loveresi partecipanti al "Progetto Sebino" che si accorsero della fuoriuscita di aria fredda da una fessura nelle rocce a una velocità di 5 m/s. La prima esplorazione dell'abisso fu però effettuata da un gruppo diverso composto da M. Pozzo, M. Aresi, C. Forcella e D. Magri. Nel giro di soli tre mesi vennero rapidamente esplorati 8 chilometri di tunnel, percorsi da numerosi corsi d’acqua sotterranei e un sifone posto a 451 metri di profondità denominato lo Smeraldo. Le ultime scoperte, risalenti all'agosto del 2011, hanno portato lo sviluppo dell'abisso a 19 chilometri.

## Geomorfologia
L'abisso è diviso in tre rami, quello principale con un dislivello di -451m e uno sviluppo totale di 1690m, il ramo Hydrospeed che scende sino a un dislivello di -515m, e il ramo Fangul caratterizzato da grande abbondanza di fango che ne rende difficile l'esplorazione.